# Шоберт, Ойген фон
О́йген Зи́гфрид Э́рих Ри́ттер фон Шо́берт (нем. Eugen Siegfried Erich Ritter von Schobert; 13 марта 1883 — 12 сентября 1941) — немецкий генерал, принимавший участие в Первой и Второй мировых войнах. Погиб в Советском Союзе, когда его легкий наблюдательный штабной самолёт приземлился на советском минном поле Тем самым является первым генерал-полковником нацистской Германии, погибшим в войне с СССР.

## Биография
Ойген Шоберт родился в Вюрцбурге в Королевстве Бавария, части Германской империи.. Сын майора Карла Шоберта и Анны Шоберт (урождённой Михайли). Шоберт вступил в Королевскую армию Баварии в июле 1902 г. Начал службу в 1-м баварском пехотном полку «Кёниг» (нем."König"). Прошёл летное обучение в 1911 г.

### Первая мировая война и послевоенные годы
По ходу Первой мировой войны Шоберт служил на Западном фронте пехотным офицером. В ходе операции «Михаэль» в 1918 году он руководил 3-м батальоном 1-го баварского пехотного полка. За свои действия 23 марта 1918 года, когда он лично (причем успешно) провел свой батальон на пересечение канала вблизи Жуси против жесткого британского сопротивления, он был награждён Рыцарским крестом военного ордена Максимилиана Иосифа. Это была высшая честь для баварца, достоинство, сопоставимое с прусским Pour le Mérite. Также ему, человеку незнатного происхождения, было присвоено дворянское достоинство и титул риттер (нем. Ritter — «рыцарь»). Поэтому Ойген Шоберт стал именоваться Ойген риттер фон Шоберт.
После Первой мировой войны Шоберт остался в рядах рейхсвера, а затем и вермахта, неуклонно поднимаясь по служебной лестнице. Он был инспектором пехоты в период с декабря 1933 по сентябрь 1934 года, а затем командовал 17-й и 33-й пехотными дивизиями. Получил командование VII армейским корпусом 4 февраля 1938 года.

### Вторая мировая война и гибель
В сентябре 1939 года Риттер фон Шоберт руководил своим VII армейским корпусом, находившимся во время Польской кампании в качестве резерва Группы армии «Юг».
В мае-июне 1940 года его корпус, в составе 16-й армии Эрнста Буша (Группа армий «A»), участвует во вторжении в Бельгию, Люксембург и Францию. За блестящее руководство корпусом при прорыве линии Мажино и захвате городов Нанси и Туль он был награждён Рыцарским крестом Железного креста. Фон Шоберт оставался на своей должности в ходе подготовки ко вторжению в Великобританию.

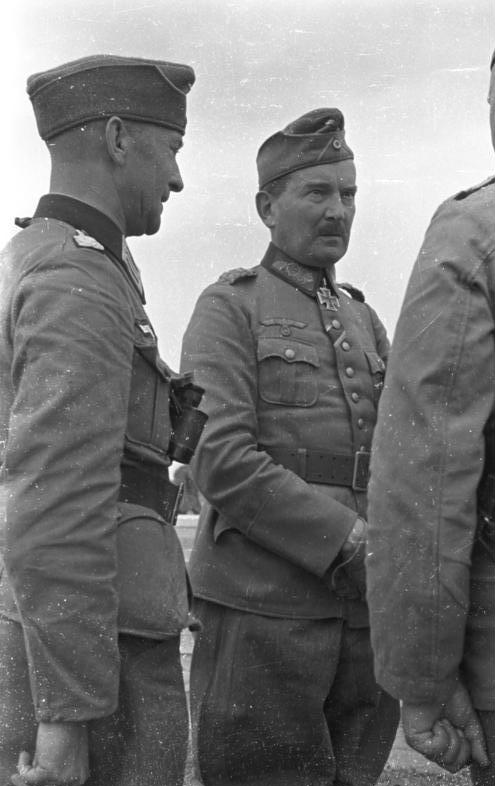
Генерал-полковник Ойген фон Шоберт и подполковик Ганс фон Альфен перед переправой через реку Прут (1941)

В сентябре 1940 года Шоберт принял командование 11-й армией. Армия вошла в состав группы армий «Юг» по плану операции Барбаросса, захвату СССР. Во время боевых действий в южной части Советского Союза (на юге Украины), под городом Николаевом в районе Широкой Балки, Ойген Риттер фон Шоберт и его пилот погибли, когда их самолёт наблюдения Fieseler Fi.156 Storch сел на советское минное поле.

## Похороны и память
Был похоронен с воинскими почестями в городе Николаеве на недавно созданном немецком военном кладбище над Бугом по адресу: улица Спортивная, 15. Могила была оформлена надгробным памятником с военным немецким крестом. До наших дней не сохранилась .

## Семья
Шоберт женился на Алисе Ридер-Хольвицер в 1921 году. У них было 3 детей: 2 сына и дочь. Младший сын, пилот-истребитель Люфтваффе, погиб в бою в 1944 году.

## Награды
- Медаль принца-регента Луитпольда в серебре (Бавария)
- Железный крест 2-го класса (14.09.1914)
- Железный крест 1-го класса (11.11.1915)
- Баварский орден «За военные заслуги» 4-го класса с мечами и короной (1915)
- Военный орден Максимилиана Иосифа, рыцарский крест (23.03.1918)
- Рыцарский крест королевского ордена Дома Гогенцоллернов с мечами (06.05.1918)
- Нагрудный знак «За ранение» в чёрном (Германская империя, 1918)
- Почётный крест Первой мировой войны 1914/1918 с мечами
- Медаль «За выслугу лет в вермахте» 4-й, 3-й и 2-й степени
- Пряжка к Железному кресту 2-го и 1-го класса (1939)
- Рыцарский крест Железного креста (1940)
- Румынский орден Михая Храброго 3-го и 2-го классов (1941)

## Прочие факты
- При подготовке вторжения в Англию по приказу фон Шоберта был написан новый марш «Англия, откройся!» (нем. «England zerkrache!»)
- Во время немецкой оккупации Киева в его честь была переименована улица Январского восстания (с 2007 г. — Ивана Мазепы)[9].